# ذوات الحمة
ذوات الحُمة أو شوائك أو لوادغ أو ذوات الشويكات (الاسم العلمي: Aculeata)، قسم (تحت رتبة) من رتبة غشائيات الأجنحة يَضُمُّ بعض أنواعها تتميز إناثها بتحور آلة وضع البيض إلى شكل إبري لتُستخدم أيضًا للدغ، ومنها أنواع من النحل والزنابير اللاسعة.